# Michael Pakenham
Michael Colin Pakenham est un universitaire britannique, né le 21 avril 1929 à Rowhedge (Essex) et mort le 1er janvier 2013, considéré comme un important spécialiste de la littérature française de la deuxième moitié du XIXe siècle.

## Biographie

### Jeunesse et études
Son père est irlandais, et sa mère, anglaise. De 1954 à 1957, il passe une licence de français à l'Université de Manchester.
Il est docteur en littérature française avec une thèse consacrée au journal La Renaissance littéraire et artistique fondé en 1872.

### Parcours
Il est nommé professeur au Lycée Thiers entre 1951 et 1952, puis au lycée à Nice jusqu'en 1955.
Il s'est surtout consacré à l'étude de l'œuvre et de la vie de Paul Verlaine, dont il a notamment commencé à publier la Correspondance. Il a également écrit de nombreuses études sur des auteurs de la période symboliste et a découvert une version du poème « Les Effarés » d'Arthur Rimbaud.
Deux volumes d'hommages réunissant de nombreux chercheurs lui ont été dédiés : Le champ littéraire, 1860-1900 : études offertes à Michael Pakenham, édité par Keith Cameron et James Kearns en 1996 et Le Chemin des correspondances et le champ poétique. À la mémoire de Michael Pakenham, direction Steve Murphy, éditions Classiques Garnier, coll. « Rencontres », n° 159, 2016.
Durant plus de quarante ans, il a été professeur à l’Université d'Exeter.
En 2012, il est nommé officier des Arts et des Lettres.

## Écrits
- (éd.) Louis-Xavier de Ricard, Petits mémoires d'un Parnassien ; Adolphe Racot, Les Parnassiens, Paris, Lettres modernes, 1967.
- « Index de la correspondance » de Germain Nouveau établi d'après l'édition de ses œuvres complètes ; Errances et errements d'un poète, Bibliothèque de la Pléiade, 1970, par Pascal Pia. Commentaires de Michael Pakenham. Compte rendu de la « Chanson des gueux » par Largillière, Exeter, 1971.
- (éd.) Anatole France, Croquis féminins ; Catulle Mendès, Figurines des poètes ; Adolphe Racot, Portraits-cartes, University of Exeter, 1979.
- (éd.) Germain Nouveau, Pages complémentaires, University of Exeter, 1983.
- (éd.) Paul Adam, Symbolistes et décadents, University of Exeter, 1989.
- (éd.) Madame Paul Verlaine, Mémoires de ma vie, Seyssel, éd. Champ Vallon, 1992.
- Cabaner, poète au piano, Paris, l’Échoppe, 1994. [En collaboration avec Jean-Jacques Lefrère]
- (éd.) Edgar Allan Poe, Le corbeau, trad. de Stéphane Mallarmé, ill. par Édouard Manet[5], Paris, Séguier, 1994.
- « Paris à l'eau-forte de Richard Lesclide » in Pierre Laforgue (éd.), Pratiques d'écritures. Mélanges de poétique et d'histoire littéraire offerts à Jean Gaudon, coll. « Bibliothèque du XXe siècle », Paris, Klincksieck, 1996, p. 65-79.
- (éd.) Charles Baude de Maurceley, La vérité sur le salon de Nina de Villard, Paris, Librairie la Vouivre, 2000.
- (éd.) Catulle Mendès, La maison de la vieille, Seyssel, éd. Champ Vallon, 2000. [en coll. avec J.-J. Lefrère et J.-D. Wagneur]
- (éd.) Paul Verlaine, Correspondance générale (tome I, 1857-1885), Paris, Fayard, 2005.  (ISBN 978-2213619507)
- (éd.) Portraits littéraires..., Tusson, éd. du Lérot, 2007.

## Expositions
- Commissaire associé de La Dame aux éventails ; Nina de Callias, modèle de Manet, Musée d’Orsay, 2000